# Morellia paulistensis
Morellia paulistensis är en tvåvingeart som beskrevs av Pamplona och Mendes 1995. Morellia paulistensis ingår i släktet Morellia och familjen husflugor. Inga underarter finns listade i Catalogue of Life.